# Noard-Fryslân Bûtendyks
Noard-Fryslân Bûtendyks (taal: Fries) is een omvangrijk natuurgebied in de Nederlandse provincie Friesland, gelegen in de gemeenten Waadhoeke, en Noardeast-Fryslân. Het bestaat uit een aantal deelgebieden, aaneengesloten gelegen tussen de zeedijk en de Waddenzee, vanaf de buurtschap Zwarte Haan tot aan de pier (veer naar Ameland) bij het dorp Holwerd. Het is totaal 4180 hectare groot en in beheer bij It Fryske Gea.

## Deelgebieden
- Westhoek
- Bildtpollen
- Noarderleech
- Blije en Ferwert Bûtendyks
- Holwerterwestpolder

## Trivia
- Op 1 november 2006 vond in een ondergelopen kwelder van het Noarderleech, ter hoogte van het dorp Marrum, een reddingsactie plaats van ca. 200 paarden. Zie verder: Reddingsactie paarden in Marrum.
- Aan de rand van het Noarderleech staat op de dijk De Timpel fan Ids, een stalen monument in de vorm van een tempel, gemaakt door Ids Willemsma. Het is in 1993 onthuld als herinnering aan de voltooiing van de dijkverhoging.

## Fotogalerij

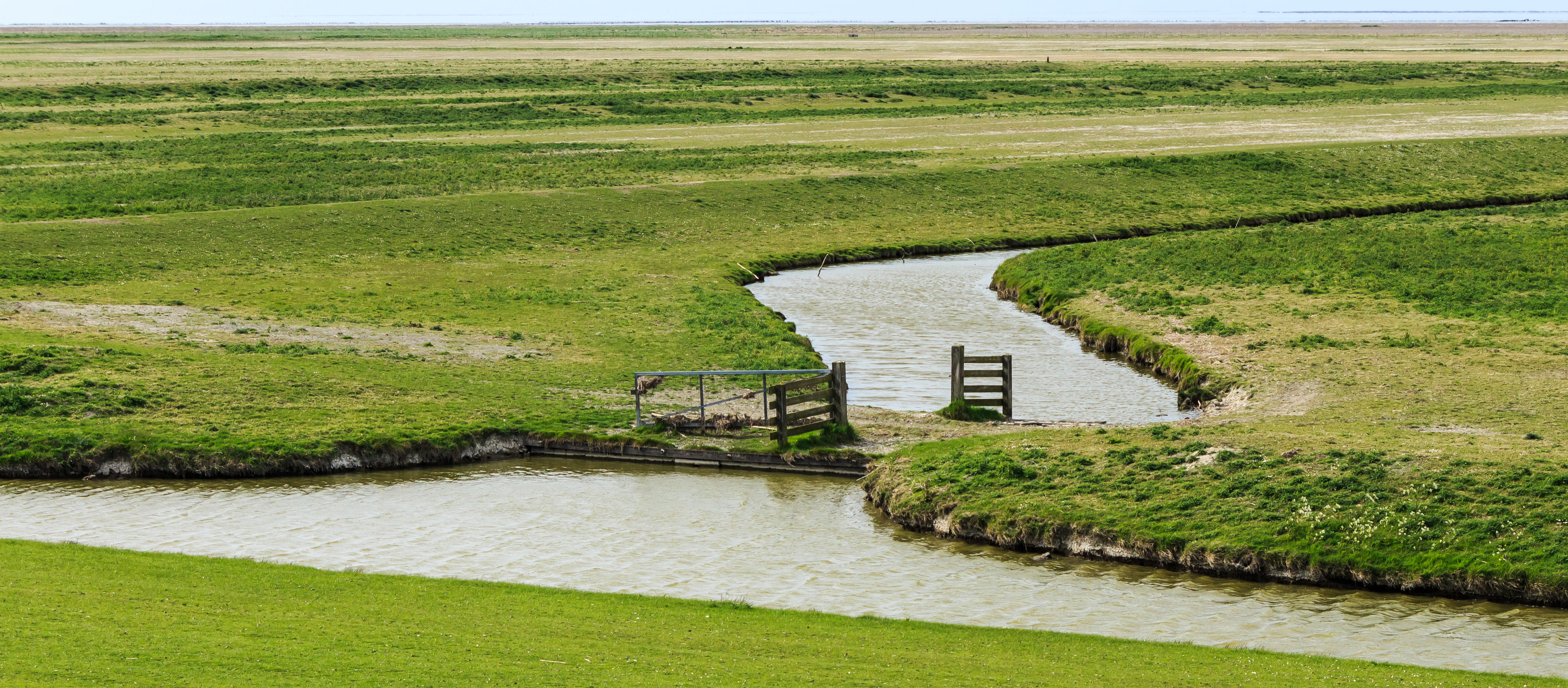
Waterbeheersing onderaan de dijk.
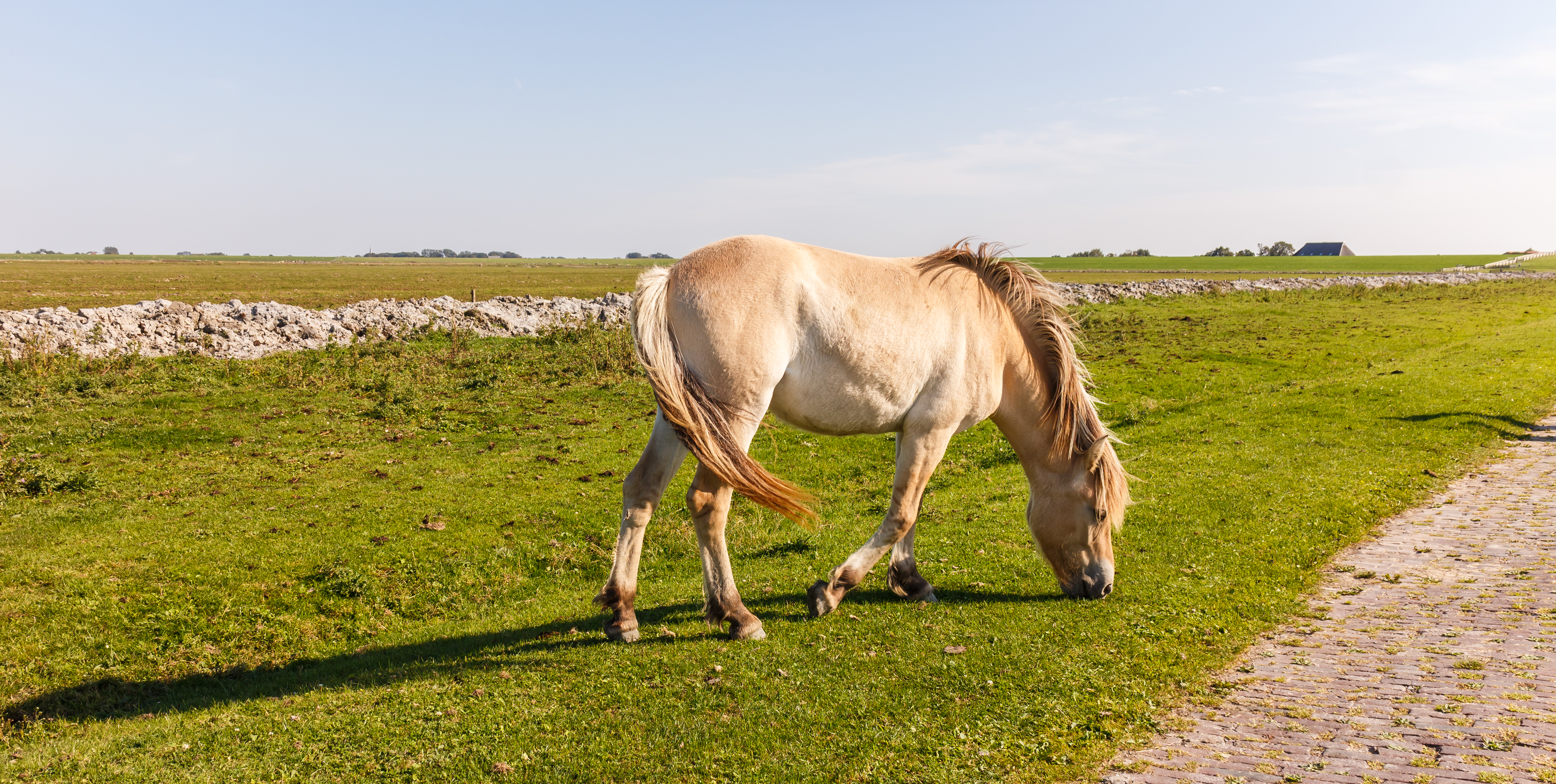
Paarden zorgen voor begrazing.
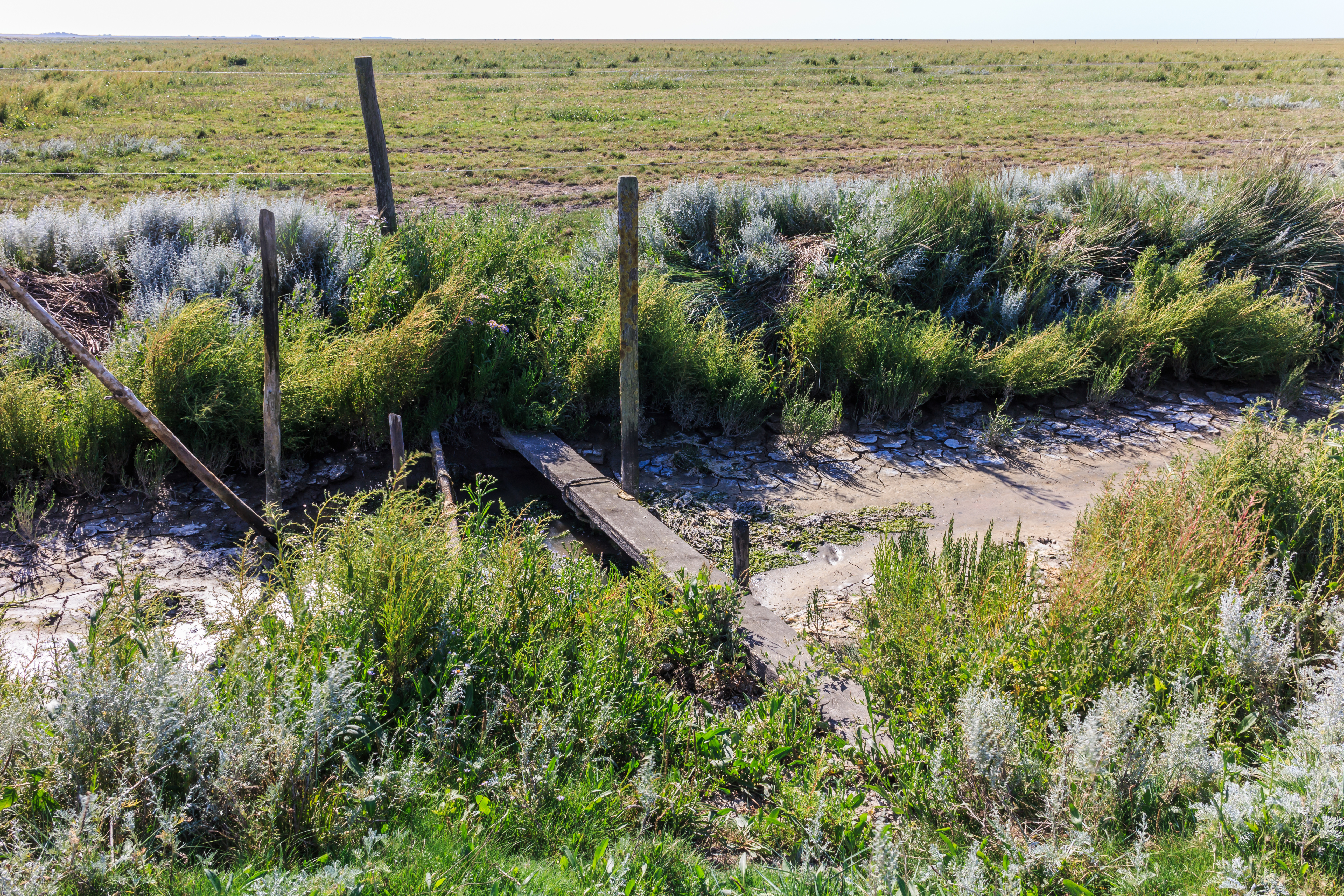
Markering van spoorlijn die is verdwenen onder een dikke laag slik.
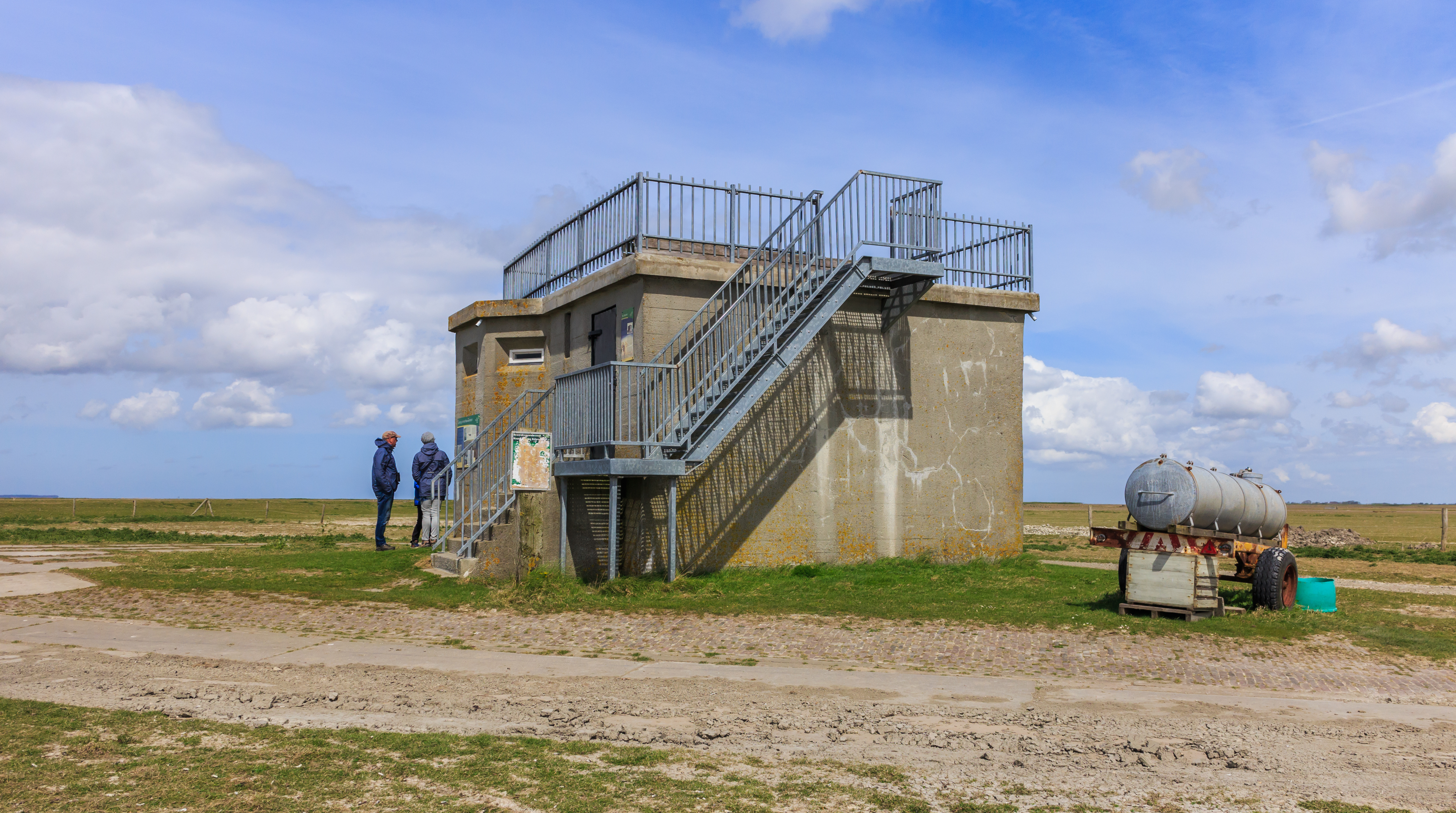
Voormalige bunker, nu uitzichtpunt.

Aeltsjemar
· De Alde Feanen
· Bakkeveense Duinen
· Bancopolder
· Bekhofschaans
· Bjirmen
· Blauhúster Puollen
· Bocht fan Molkwar
· Botmar
· Bouwepet
· Buismans Einekoai
· Bûtenfjild
· Van Coehoornbosk
· Delleboersterheide
· Diakonieveen
· Dobbe Stienser Aldlân
· Dobben Hurdegarypsterwarren
· Dunegeaster- en Follegeasterpolder
· Dyksfearten
· Eanjumerkolken
· Easterskar
· Einekoai Piaam
· Einekoaien Lytse Geast
· De Fluezen
· Grikelân en Turkije
· Grutte Wielen
· Heide Hulstreed
· De Hon
· Huitebuersterbûtenpolder
· Joodse begraafplaats Tacozijl
· Joodse begraafplaats Noordwolde
· Kapellepôle
· Ketelermar
· Ketliker Skar
· Kobbelân
· Lendebos
· Lindevallei
· Liphústerheide
· Makkumersúdmar
· Makkumerwaarden
· Mandefjild
· Martenastate
· Meulebos
· Meulereed
· Mokkebank
· Mûntsebuorsterpolder
· Noard-Fryslân Bûtendyks
· 't Oerd
· Ottema Wiersma reservaat
· Park Huize Olterterp
· Park Jongemastate
· Peazemerlannen
· Petgatten De Feanhoop
· Polders Koarnwert
· Ringwiel
· Rysterbosk
· De Ryp
· Schaopedobbe
· Séfonsterpolder
· Sippen-finnen
· Skiedingsboskje
· Slachtedyk
· Steile Bank
· Stokersdobbe
· Sudermarpolder
· Syp Set
· Taconisbosk
· Tsjongerwâlen
· Teroelster Sipen
· Unlân fan Jelsma
· Van Asperen einekoaien
· Warkumermar
· Warkumerwaard
· 't West
· Wilhelmina-oard
· Ychtenerfeanpolder